# Alpemandstro
Alpemandstro (Eryngium alpinum), også skrevet Alpe-Mandstro, er en staude med en åben, stivgrenet vækst. Ved jorden ses nogle få grundblade, som er bredt ægformede og grågrønne med tandet rand. Planten er velegnet til tørrede buketter.

## Beskrivelse
Stænglerne er glatte, blågrønne og furede. Bladene er modsatte, hjerteformede og glatte med tandet og tornet rand. Over- og undersiderne er lyst grågrønne, bortset fra højbladene, som er lyseblå. Blomsterne sidder samlet i tætte, tøndeformede blomsterstande. De enkelte blomster er bittesmå og blåligt-hvide, men både standen og højbladene under den er klart blå. Frøene modner godt og 
spirer villigt under egnede forhold.
Rodnettet består af en kraftig, dybtgående, kødfuld pælerod, som bærer enkelte siderødder. Når planten kommer i god vækst, kan den blive tilbøjelig til at danne udløbere. 
Højde x bredde og årlig tilvækst: 0,6 x 0,6 m (60 x 60 cm/år). 

## Hjemsted
Alpemandstro er udbredt på kalkbund med humusrig overjord i høje enge (ovenfor skovgrænsen) mange steder i Alperne, hvor den vokser på fugtig, men veldrænet og gruset jord sammen med bl.a. engblomme, hvid foldblad, kranskonval, skovstorkenæb, ulvestormhat, ægte stormhat og østrigsk gemserod.